# Río Yuvineto
Der Río Yuvineto, alte Schreibweise Río Yubineto, ist ein etwa 137 km langer rechter Nebenfluss des Río Putumayo im Nordosten von Peru in der Provinz Putumayo der Region Loreto.

## Flusslauf
Der Río Yuvineto entspringt im Westen des Distrikts Teniente Manuel Clavero auf einer Höhe von etwa 210 m, 25 km von der ecuadorianischen Grenze entfernt. Er durchquert den Süden des Distrikts in ostsüdöstlicher Richtung und mündet schließlich auf einer Höhe von etwa 151 m in den Río Putumayo. Der Río Yuvineto weist auf seiner gesamten Länge ein stark mäandrierendes Verhalten mit unzähligen engen Flussschlingen und Altarmen auf. Auf den unteren 40 Kilometern befinden sich einige Siedlungen am Flusslauf.

## Einzugsgebiet
Der Río Yuvineto entwässert eine Fläche von ungefähr 1000 km². Das Einzugsgebiet des Río Yuvineto erstreckt sich dem Südwestrand des Distrikts Teniente Manuel Clavero. Es grenzt im Süden an das Einzugsgebiet des Río Campuya, im Südwesten an das des Río Napo sowie im Norden an das des Río Angusilla. Das Gebiet besteht aus tropischem Regenwald. Oberhalb von Flusskilometer 110 befindet sich das Schutzgebiet Reserva Comunal Airo Pai.